# Josef Mixa (kněz)

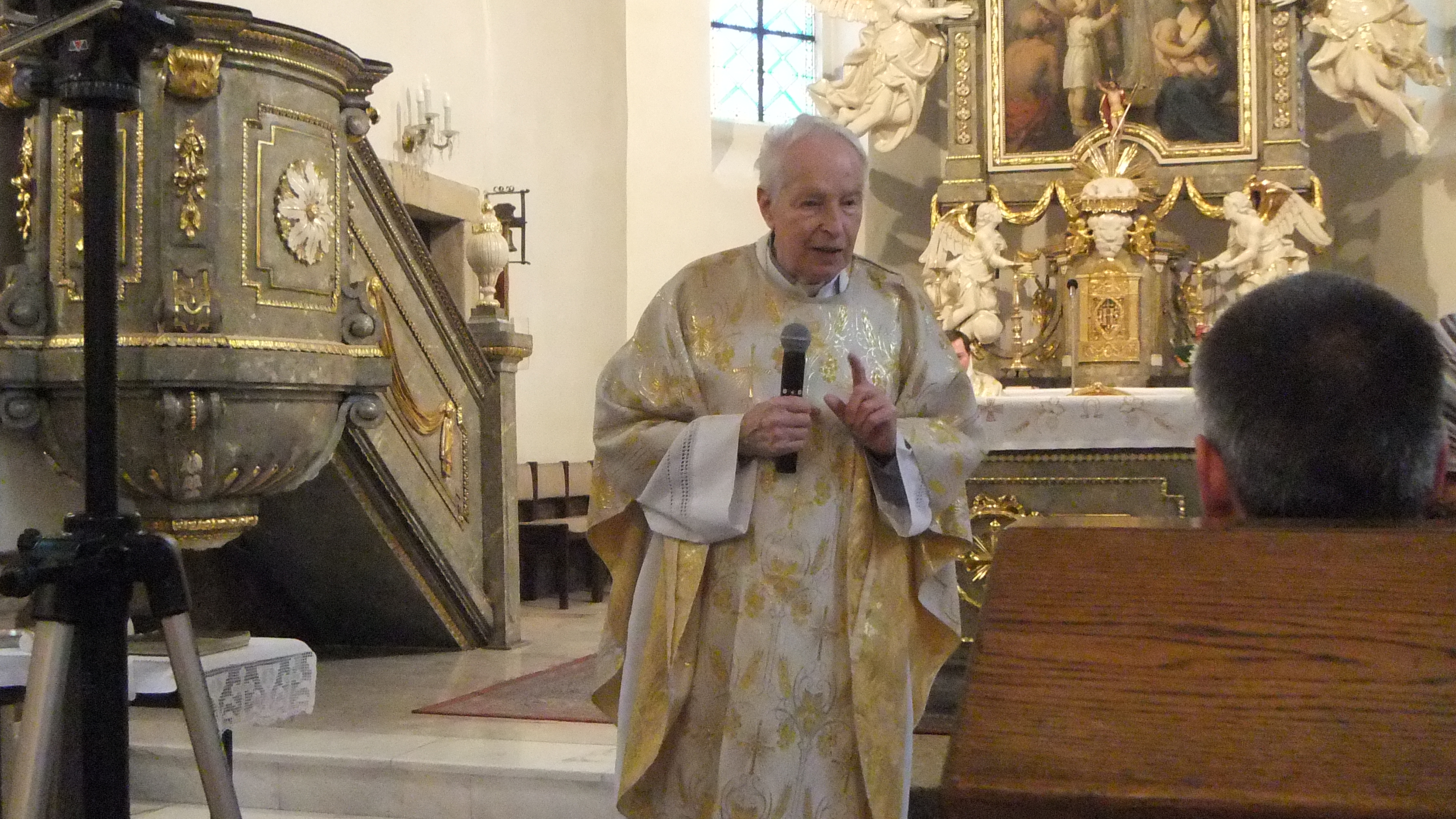
Páter Josef Mixa při křtu u sv. Gotharda v Praze-Bubenči, 1. 5. 2013

Josef Mixa (8. srpna 1925 Praha – 27. října 2019 Karlovy Vary) byl český římskokatolický kněz, nositel titulu monsignore.

## Život
Josef Mixa byl pokřtěn roku 1948, vysvěcen na kněze byl 27. června 1965 v Litoměřicích.
Od března roku 1968 působil jako sekretář biskupa (později kardinála) Františka Tomáška. Začátkem 70. let kolem sebe v kostele sv. Jana Nepomuckého na pražských Hradčanech shromažďoval velké živé společenství s účastí mnoha aktivistů tzv. podzemní církve a disentu.
V rámci komunistické perzekuce byl v říjnu 1973 přeložen do vesnice Stanovice u Karlových Varů. Po listopadu 1989 do roku 1996 byl děkanem hlavního kostela v Karlových Varech.
Dne 7. srpna 2015 u příležitosti svých 90. narozenin dostal od kardinála Dominika Duky církevní vyznamenání – stříbrnou svatovojtěšskou medaili. Současně ho Karlovarský týdeník označil za nejstaršího aktivně působícího kněze v Čechách.
Zemřel 27. října 2019 v 16.15.

## Dílo
- Josef Mixa: Manželství? Jen přes mou mrtvolu! 2015, vydali přátelé Josefa Mixy, 112 s. ISBN 978-80-260-8284-2
- Josef Mixa v rozhovoru s Vítem Hájkem: Boha neokecáš. Karmelitánské nakladatelství, 2016. ISBN 978-80-7195840-6